# Phalonidia squalida
Phalonidia squalida es una especie de polilla del género Phalonidia, categorizada en la tribu Cochylini, de la subfamilia Tortricinae. Fue descrita por Razowski & Becker en 1983.
Fue publicada en Acta zool. cracov. 26: 424. Se distribuye por América del Sur: Brasil, en el estado de Paraná, Banhado, Quatro Barras.